# هنری لاتیمر
هنری لاتیمر (به انگلیسی: Henry Latimer) سناتور سابق عضو حزب فدرالیست (آمریکا) بود. وی در سال ۱۷۹۵ تا ۱۸۰۱ میلادی سناتور ایالت دلاویر در سنای ایالات متحده آمریکا بود.